# Leichtathletik-Weltmeisterschaften 1993/Weitsprung der Frauen
Der Weitsprung der Frauen bei den Leichtathletik-Weltmeisterschaften 1993 wurde am 14. und 15. August 1993 im Stuttgarter Gottlieb-Daimler-Stadion ausgetragen.
Weltmeisterin wurde mit der Deutschen Heike Drechsler eine der erfolgreichsten Weitspringerinnen der Sportgeschichte. Sie war die Olympiasiegerin von 1992, Olympiazweite von 1988, dreifache WM-Medaillengewinnerin (1983: Gold / 1987: Bronze / 1991: Silber) und zweifache Europameisterin (1986/1990). Darüber hinaus hatte sie zahlreiche Medaillen in den Sprint-Wettbewerben errungen. Rang zwei belegte die WM-Dritte von 1991 Laryssa Bereschna aus der Ukraine. Bronze ging an die Dänin Renata Nielsen.

## Bestehende Rekorde
| Weltrekord | 7,52 m | Galina Tschistjakowa | Leningrad (heute St. Petersburg), Sowjetunion (heute Russland) | 11. Juni 1988     |
| WM-Rekord  | 7,36 m | Jackie Joyner-Kersee | WM 1987 in Rom, Italien                                        | 4. September 1987 |

Der bestehende WM-Rekord wurde bei diesen Weltmeisterschaften nicht eingestellt und nicht verbessert.

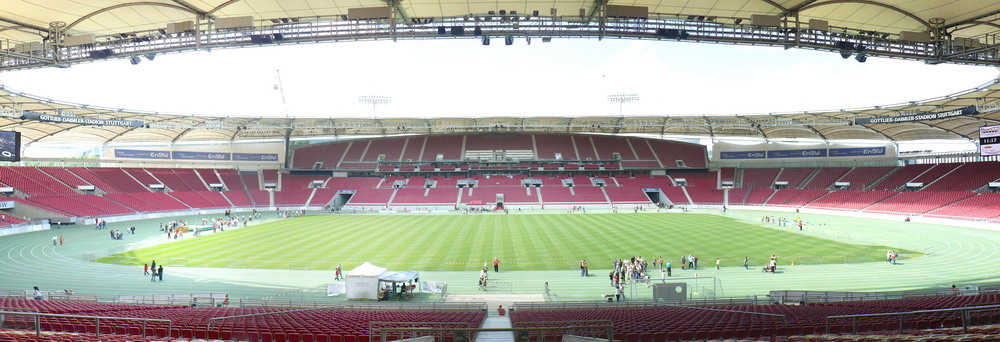
Das Stuttgarter Gottlieb-Daimler-Stadion im Jahr 2007

## Windbedingungen
In den folgenden Ergebnisübersichten sind die Windbedingungen zu den jeweils besten Sprüngen benannt. Der erlaubte Grenzwert liegt bei zwei Metern pro Sekunde. Bei stärkerer Windunterstützung wird die Weite für den Wettkampf gewertet, findet jedoch keinen Eingang in Rekord- und Bestenlisten.

## Qualifikation
14. August 1993, 18:50 Uhr
38 Teilnehmerinnen traten in zwei Gruppen zur Qualifikationsrunde an. Die Qualifikationsweite für den direkten Finaleinzug betrug 6,70 m. Drei Athletinnen übertrafen diese Marke (hellblau unterlegt). Das Finalfeld wurde mit den neun nächstplatzierten Sportlerinnen auf zwölf Springerinnen aufgefüllt (hellgrün unterlegt). So mussten schließlich 6,48 m für die Finalteilnahme erbracht werden.

### Gruppe A
| Platz | Name                 | Nation         | Resultat (m) |
| 1     | Olena Chlopotnowa    | Ukraine        | 6,83 / +0,5  |
| 2     | Susen Tiedtke        | Deutschland    | 6,66 / +0,5  |
| 3     | Ljudmila Ninova      | Österreich     | 6,61 / +0,2  |
| 4     | Mirela Dulgheru      | Rumänien       | 6,56 / −0,6  |
| 5     | Jelena Sintschukowa  | Russland       | 6,50 / +0,6  |
| 6     | Anzhela Atroshchenko | Belarus        | 6,36 / ±0,0  |
| 7     | Anna Birjukowa       | Russland       | 6,36 / +0,1  |
| 8     | Jackie Edwards       | Bahamas        | 6,33 / +0,3  |
| 9     | Yinka Idowu          | Großbritannien | 6,30 / +0,4  |
| 10    | Sheila Echols        | USA            | 6,30 / +0,2  |
| 11    | Antonella Capriotti  | Italien        | 6,23 / ±0,0  |
| 12    | Andrea Ávila         | Argentinien    | 6,23 / +0,2  |
| 13    | Dionne Rose          | Jamaika        | 6,15 / −0,3  |
| 14    | Terri Horgan         | Irland         | 6,11 / +0,5  |
| 15    | Elma Muros           | Philippinen    | 5,99 / +0,5  |
| 16    | Camille Jackson      | USA            | 5,91 / +0,2  |
| 17    | Nashwa Morsy         | Ägypten        | 5,48 / −0,1  |
| 18    | Sylvie Kabore        | Burkina Faso   | 5,35 / −0,3  |
| 19    | Pastora Chavez       | Honduras       | 4,71 / +0,7  |

### Gruppe B

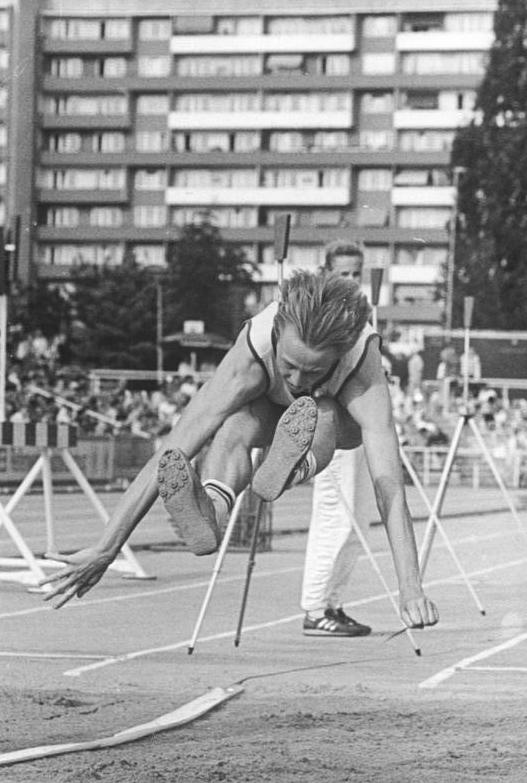
Helga Radtke fehlten mit ihren 6,44 m ganze vier Zentimeter an der Finalteilnahme
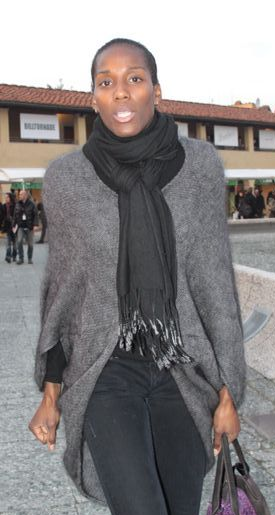
Fiona May – hier noch für Großbritannien, ab 1994 dann sehr erfolgreich für Italien am Start – schied mit ihren 6,42 m in der Qualifikation aus

| Platz | Name                | Nation                       | Resultat (m) |
| 1     | Laryssa Bereschna   | Ukraine                      | 6,87 / +0,5  |
| 2     | Heike Drechsler     | Deutschland                  | 6,70 / +0,3  |
| 3     | Renata Nielsen      | Dänemark                     | 6,61 / −0,1  |
| 4     | Ljudmila Galkina    | Russland                     | 6,60 / +0,2  |
| 5     | Nicole Boegman      | Australien                   | 6,59 / −0,1  |
| 6     | Agata Karczmarek    | Polen                        | 6,48 / ±0,0  |
| 7     | Valentina Uccheddu  | Italien                      | 6,48 / ±0,0  |
| 8     | Helga Radtke        | Deutschland                  | 6,44 / +0,3  |
| 9     | Fiona May           | Großbritannien               | 6,42 / +0,1  |
| 10    | Marieta Ilcu        | Rumänien                     | 6,40 / −0,4  |
| 11    | Joanne Wise         | Großbritannien               | 6,20 / +0,4  |
| 12    | Sharon Couch-Jewell | USA                          | 6,19 / +0,3  |
| 13    | Dedra Davis         | Bahamas                      | 6,11 / −0,1  |
| 14    | Fatima Yüksel       | Türkei                       | 5,98 / +0,3  |
| 15    | Sandrine Hennart    | Belgien                      | 5,90 / +0,4  |
| 16    | Ermelinda Shehu     | Albanien                     | 5,67 / +0,1  |
| 17    | Solange Ostiana     | Niederländische Antillen     | 5,37 / +0,3  |
| 18    | Beryl Larame        | Seychellen                   | 5,24 / −0,3  |
| NM    | Flora Hyacinth      | Amerikanische Jungferninseln | ogV          |

## Legende
Kurze Übersicht zur Bedeutung der Symbolik – so üblicherweise auch in sonstigen Veröffentlichungen verwendet:
| – | verzichtet |
| x | ungültig   |

## Finale

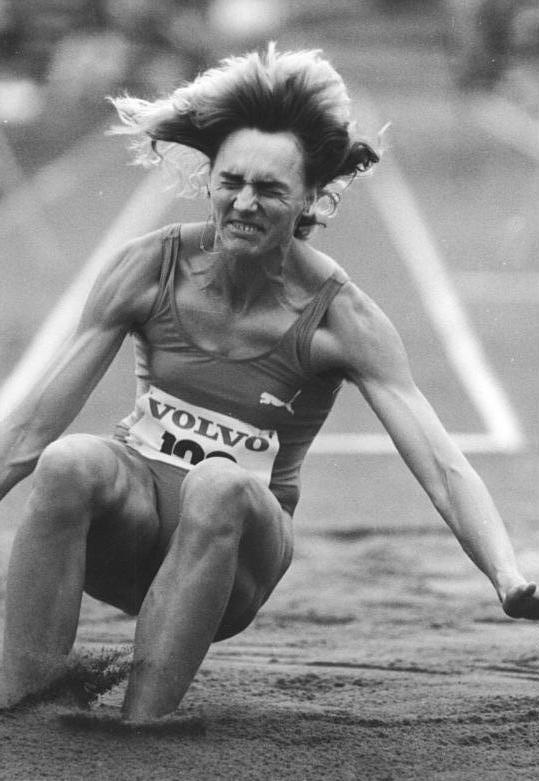
Heike Drechsler – als Olympiasiegerin und mehrfache Europameisterin eine der stärksten Weitspringerinnen der Sportgeschichte – wurde zum zweiten Mal Weltmeisterin

15. August 1993, 19:00 Uhr
| Platz | Name                | Nation      | Resultat (m) | 1. Versuch (m)                          | 2. Versuch (m)                          | 3. Versuch (m)                          | 4. Versuch (m)                                | 5. Versuch (m)                                | 6. Versuch (m)                                |
| 1     | Heike Drechsler     | Deutschland | 7,11 / −0,3  | 6,79                                    | 7,09                                    | 6,83                                    | 7,11                                          | 7,10                                          | 7,09                                          |
| 2     | Laryssa Bereschna   | Ukraine     | 6,98 / +0,4  | 6,98                                    | x                                       | 6,94                                    | x                                             | 6,76                                          | –                                             |
| 3     | Renata Nielsen      | Dänemark    | 6,76 / +0,6  | 6,76                                    | 6,76                                    | x                                       | 6,64                                          | x                                             | 6,71                                          |
| 4     | Olena Chlopotnowa   | Ukraine     | 6,75 / +0,5  | 6,64                                    | 6,75                                    | x                                       | 6,57                                          | 6,55                                          | 6,26                                          |
| 5     | Ljudmila Galkina    | Russland    | 6,74 / +0,5  | x                                       | x                                       | 6,74                                    | 6,45                                          | x                                             | x                                             |
| 6     | Ljudmila Ninova     | Österreich  | 6,73 / +0,8  | 6,55                                    | x                                       | 5,99                                    | 6,73                                          | x                                             | 6,62                                          |
| 7     | Nicole Boegman      | Australien  | 6,70 / +0,2  | x                                       | 6,70                                    | 6,48                                    | 6,42                                          | 6,60                                          | 6,68                                          |
| 8     | Agata Karczmarek    | Polen       | 6,57 / +0,6  | x                                       | 6,57                                    | x                                       | 6,44                                          | x                                             | 6,39                                          |
| 9     | Susen Tiedtke       | Deutschland | 6,54 / +0,6  | Ablauf in den Quellen nicht aufgelistet | Ablauf in den Quellen nicht aufgelistet | Ablauf in den Quellen nicht aufgelistet | nicht im Finale der besten acht Springerinnen | nicht im Finale der besten acht Springerinnen | nicht im Finale der besten acht Springerinnen |
| 10    | Jelena Sintschukowa | Russland    | 6,52 / +0,5  | Ablauf in den Quellen nicht aufgelistet | Ablauf in den Quellen nicht aufgelistet | Ablauf in den Quellen nicht aufgelistet | nicht im Finale der besten acht Springerinnen | nicht im Finale der besten acht Springerinnen | nicht im Finale der besten acht Springerinnen |
| 11    | Mirela Dulgheru     | Rumänien    | 6,48 / +0,7  | Ablauf in den Quellen nicht aufgelistet | Ablauf in den Quellen nicht aufgelistet | Ablauf in den Quellen nicht aufgelistet | nicht im Finale der besten acht Springerinnen | nicht im Finale der besten acht Springerinnen | nicht im Finale der besten acht Springerinnen |
| 12    | Valentina Uccheddu  | Italien     | 6,38 / +0,3  | Ablauf in den Quellen nicht aufgelistet | Ablauf in den Quellen nicht aufgelistet | Ablauf in den Quellen nicht aufgelistet | nicht im Finale der besten acht Springerinnen | nicht im Finale der besten acht Springerinnen | nicht im Finale der besten acht Springerinnen |

## Video
- World Championships 1993 Women's Long Jump, Video veröffentlicht am 26. September 2013 auf youtube.com, abgerufen am 20. Mai 2020